# Crimes of the Future (película de 2022)
Crimes of the Future (Crímenes del futuro) es una película de terror corporal de ciencia ficción de 2022 escrita y dirigida por David Cronenberg y protagonizada por Viggo Mortensen, Léa Seydoux y Kristen Stewart. Aunque comparte título con otra película de 1970 del director, no es una nueva versión, ya que la historia y el argumento principal no están directamente relacionados, pero tienen puntos del guion en común respecto de la "reproducción de órganos corporales" y la evolución de la humanidad hacia una "nueva sexualidad" y nuevos conceptos estéticos relacionados con esta. La película marca el regreso de Cronenberg a los géneros de ciencia ficción y terror por primera vez desde eXistenZ (1999), filme con el que comparte similitudes estéticas en cuanto a la conexión cuerpo-biotecnología.
La película es una coproducción internacional de compañías canadienses, francesas, británicas y griegas. Se estrenó en el Festival Internacional de Cine de Cannes de 2022, donde compitió por la Palma de Oro y recibió una ovación de pie de seis minutos. Se estrenó en Francia el 25 de mayo de 2022 y en Canadá el 3 de junio. Tuvo un lanzamiento limitado el mismo día en los Estados Unidos. Recibió críticas generalmente positivas.

## Argumento
En un futuro no especificado, los supuestos efectos desastrosos del accionar humano en el cuerpo del hombre, llevaron a la creación de avances significativos en biotecnología, incluida la invención de máquinas y computadoras (analógicas) que pueden interactuar directamente con las funciones corporales y controlarlas. Al mismo tiempo, la humanidad misma ha experimentado una serie de cambios biológicos de origen indeterminado. El más significativo de estos cambios es la desaparición del dolor físico y las enfermedades infecciosas para una abrumadora mayoría (permitiendo que la cirugía se realice de manera segura en personas no sedadas y en ámbitos no estériles), mientras que otros humanos experimentan alteraciones más radicales en su fisiología. Uno de ellos, un chico llamado Brecken, muestra la habilidad innata de consumir y digerir plásticos como alimento. Convencida de que es inhumano, la madre de Brecken lo asfixia con una almohada y deja que su exmarido Lang encuentre su cadáver.
Saul Tenser y Caprice son una pareja de artistas de performance de renombre mundial. Se aprovechan del "síndrome de evolución acelerada" de Tenser, un trastorno que obliga a su cuerpo a desarrollar constantemente nuevos órganos vestigiales, extirpándolos quirúrgicamente ante una audiencia en vivo. El síndrome deja a Tenser con dolor constante y con graves molestias respiratorias y digestivas; en consecuencia, depende de una serie de dispositivos biomecánicos especializados, que incluyen una cama, una máquina a través de la cual Caprice lo opera y una silla que se contrae y gira mientras lo ayuda a comer. Tenser y Caprice se reúnen con los burócratas a cargo del Registro Nacional de Órganos, una oficina gubernamental diseñada para defender las restricciones estatales sobre la evolución humana al catalogar y almacenar órganos recién evolucionados. Uno de los burócratas, la nerviosa Timlin, queda cautivada por los objetivos artísticos de Tenser. En un espectáculo de Tenser, ella le dice que "la cirugía es el nuevo sexo", una idea que Tenser parece compartir.
Paralelamente, una unidad de policía gubernamental usa a Tenser para infiltrarse en un grupo de evolucionistas radicales. Sin decírselo a Caprice, Tenser desarrolla una serie de contactos a través de otros espectáculos de performance biológicos que lo llevan ingresar a una de esas la célula evolucionista. Uno de ellos, el excirujano estético Nasatir, crea un agujero (herida) con cremallera en el estómago de Tenser, que Caprice usa para acceder a los órganos de Tenser en un acto de "sexo oral" new age. Caprice continúa en contacto con otros artistas de performance, y eventualmente elige recibir una cirugía estética decorativa en la frente.
Tenser se encuentra con Timlin, quien le revela la agenda de los evolucionistas: han elegido modificar su sistema digestivo para que puedan comer plásticos y otros químicos sintéticos. Su alimento principal es una "barra de caramelo" púrpura, procesada de desechos artificiales, fatalmente venenosa para los demás. Lang es el líder de la célula; su hijo Brecken había nacido con la capacidad de comer plástico, lo que demuestra la inexactitud de la postura crítica del gobierno sobre esta línea de evolución humana "desegenerada" o "inviable". En una de las escenas, Timlin intenta intimar con Tenser, pero él dice que no es bueno en "el viejo sexo".
Lang finalmente se acerca a Tenser, quien quiere que éste y Caprice revelen la agenda antigubernamental de la célula, a través de una autopsia pública de Brecken que resaltaría su sistema digestivo evolucionado. Después de algunas deliberaciones, Tenser está de acuerdo. Con Timlin, Lang y muchos otros mirando, Tenser realiza la autopsia, pero se revela que su sistema de órganos naturales ha sido reemplazado quirúrgicamente. Lang huye del espectáculo llorando. Afuera, se le acercan dos agentes que supuestamente trabajan para la corporación que fabrica las máquinas biomédicas de Tenser. Estos "agentes" (dos mujeres), imitando su asesinato anterior de Nasatir, asesinan a Lang clavándole taladros en la cabeza. El contacto de Tenser dentro de la unidad policial admite que Timlin reemplazó los órganos de Brecken para mantener en secreto al público tal "desviación" en la evolución humana. Entristecido por la muerte de Brecken y Lang, Tenser informa a la policía que ya no los atenderá, adscribiendo al parecer a las creencias de la célula "terrorista" evolucionista.
En la escena final, Tenser se esfuerza por comer en su silla, pese a los dolores que le aquejan. Entonces le pide a Caprice que le dé una barra de plástico. Mientras Caprice lo graba, se lo come, mira a la cámara de Caprice y derrama una lágrima de placer. Su boca se tuerce en una sonrisa cuando la silla finalmente se calma, lo que indica que su organismo también requiere nutrirse de desechos tóxicos artificiales parar vivir "normalmente".

## Reparto
- Viggo Mortensen como Saul Tenser, un hombre al que le crecen nuevos órganos dentro de su cuerpo como parte del "Síndrome de Evolución Acelerada".
- Léa Seydoux como Caprice, compañera de Tenser que puede observar y tatuar sus órganos en su quirófano personal.
- Kristen Stewart como Timlin, una investigadora del Registro Nacional de Órganos que tiene un particular interés por Tenser.
- Don McKellar como Wippet, un investigador del Registro Nacional de Órganos.
- Scott Speedman como Lang Dotrice.
- Welket Bungué como el detective Cope.
- Lihi Kornowski como Djuna Dotrice.
- Yorgos Karamihos como Brent Boss.
- Yorgos Pirpassopoulos como el doctor Nasatir.
- Nadia Litz como Dani Router.
- Tanaya Beatty como Berst.
- Denise Capezza como Odile.
- Sozos Sotiris como Brecken Dotrice.
- Ephie Kantza como Adrienne Berseau.
- Tassos Karahalios como Klinek.
- Jason Bitter como Tarr.
- Penelope Tsilika como Spa Woman.

## Producción
Originalmente, se pensaba a la película como un thriller, cuya producción comenzaría a principios de 2003 bajo el título Painkillers, y buscaría explorar el mundo de las artes escénicas, desarrollándose en una sociedad anestesiada donde el dolor es el nuevo placer prohibido, y la cirugía y la automutilación, que se representan en público y ante la cámara, han llegado a ser considerados como el "nuevo sexo". Ralph Fiennes se unió para interpretar a Saul Tenser después de que Nicolas Cage, la primera opción para el papel principal, se retirara. Estaba destinada a rodarse en Toronto, Canadá, con un presupuesto de 35 millones de dólares. ThinkFilm había adquirido los derechos en todo el mundo, con un lanzamiento programado para fines de 2006 en América del Norte . Sin embargo, el proyecto, como tal, nunca entró en producción. En una entrevista a mediados de la década de 2000, el director David Cronenberg descartó el proyecto y afirmó que no se estaba desarrollando, y que había perdido interés en hacerlo de todos modos.
En febrero de 2021, durante una charla con la revista GQ, Viggo Mortensen reveló que estaba trabajando en un proyecto con Cronenberg y dijo: "Sí, tenemos algo en mente. Es algo que escribió hace mucho tiempo, y nunca lo hizo. Ahora lo ha refinado y quiere filmarlo. Con suerte, este verano estaremos filmando. Yo diría, sin revelar la historia, que quizás regrese un poco a sus orígenes". En abril, Léa Seydoux y Kristen Stewart estaban entre el elenco anunciado para la película. Inicialmente, se suponía que Natalie Portman interpretaría el papel de Seydoux (quien inicialmente iba a interpretar el papel de Stewart), pero no pudo hacer la película debido a conflictos relacionados con COVID-19. En agosto de 2021, Tanaya Beatty, Yorgos Karamihos, Nadia Litz y Yorgos Pirpassopoulos se unieron al elenco del film.
El rodaje principal comenzó el 2 de agosto de 2021 y concluyó el 10 de septiembre de 2021 en Atenas, Grecia .

## Recepción

### Taquilla
En los Estados Unidos y Canadá, la película ganó $ 1,1 millones en 773 salas de cine en su primer fin de semana, terminando décima en taquilla. Abandonó la lista de los diez primeros de taquilla en su segundo fin de semana con $ 374,131.

### Respuesta de la crítica
Crimes of the Future obtiene valoraciones positivas entre la crítica de los portales de información cinematográfica y también entre sus usuarios. En IMDb obtiene una puntuación de 5,9 sobre 10 computadas 23.554 reseñas. En FilmAffinity, además de estar incluida en los listados "Ranking de cine de terror de los últimos 5 años" (33ª posición), "Ranking: Top 100 películas de lo que llevamos del 2022" (75.ª posición) y "Mejores películas canadienses de todos los tiempos" (85.ª posición), obtiene una valoración media de 6,1 sobre 10 con 2.373 votos. En el agregador de reseñas Rotten Tomatoes obtiene la consideración de "fresco" para el 80% de las 265 críticas profesionales (obteniendo así la certificación de "fresco" como una de las películas más valoradas) si bien las más de 100.000 valoraciones de sus usuarios le otorga la misma calificación solo en un 50% de los casos. En el sitio se afirma: "Cronenberg por excelencia, si no clásico, Crimes of the Future encuentra al director revisando temas familiares con un estilo típicamente inquietante". En Metacritic, la película tiene una puntuación media profesional de 67 sobre 100, basada en 55 reseñas, lo que indica "críticas generalmente favorables".
Luis Martínez en el diario El Mundo le otorgó 4 de 5 estrellas destacando "Es provocación, pero sin escándalo, siempre desde la consciencia de cada uno de los límites (...) Cronenberg, en definitiva, se organiza un entusiasta homenaje a sí mismo que tiene algo de irrefutable mausoleo". Elsa Fernández-Santos en las páginas de El País le otorgó una valoración media indicando "Fascina pero sabe a poco (...) Seduce (...) aunque no resulta transgresora (...) pretende ser una metáfora sobre el cambio climático y cómo el plástico nos corroe (...) es ahí donde encalla en un discurso demasiado simple y predecible". En el mismo periódico Javier Ocaña escribió "obra provocativa y provocadora de sensaciones y emociones al margen de cualquier convencionalismo". Sergi Sánchez en su crítica para el diario La Razón le otorgó 4 de 5 estrellas valorando "Es un museo de historia natural de toda su obra [de Cronenberg], un filme crepuscular, casi testamentario (...) Lo mejor: Su atmósfera, su imaginería y su extraño poso melancólico".
Pepa Blanes para la Cadena SER la calificó de "Perturbadora, oscura, sensual, divertida y llena de metáforas e interpretaciones (...) Habla del morbo, de no quitar la mirada, de las perversidades y de lo raro. (...) no es la película imposible de ver que nos habían vendido". En la revista Fotogramas Desirée de Fez le otorgó 4 estrellas de 5 incidiendo en que "hace lo de siempre, pero toma decisiones que convierten 'Crímenes del futuro' en una película extraordinaria, pero escurridiza incluso para quien conoce bien su cine" y Manu Yáñez, además de la misma puntuación y recomendarla "para almas rebeldes en busca de inspiración", cerró su crónica indicando que "Cronenberg, enemigo a ultranza de la impostura, entrega una película insurrecta. Con una imaginería vintage(...) y unos diálogos afectados(...), se sitúa fuera del radar del cine contemporáneo. A sus 79 años, Cronenberg sigue abriendo caminos para los que desean mirar más allá".
David Rooney de The Hollywood Reporter elogió las actuaciones de Mortensen y Seydoux, pero concluyó que la película "ofrece más misterios de los que resuelve". La reseña de Todd McCarthy en Deadline describe al film como "lo suficientemente seria, elegante y provocativa como para presentarla como una película de arte en la competencia de Cannes, al mismo tiempo que ofrece las provocaciones propias de la exhibición de partes del cuerpo y del cine de explotación. No muchos cineastas pueden montar a caballo entre los dos, pero Cronenberg aún lo maneja bastante bien".